# Eduard Macheiner
Eduard Macheiner (Fresen, 18 agosto 1907 – Salisburgo, 17 luglio 1972) è stato un arcivescovo cattolico austriaco.

## Biografia
Macheiner venne ordinato sacerdote nel 1932, divenendo nel 1935 cappellano e segretario di Sigismund Waitz, arcivescovo di Salisburgo. Nel 1939 divenne vicario capitolare e tra il 1945 e il 1946 ottenne la laurea in teologia presso l'Università di Salisburgo. Fu parroco quindi dal 1946 al 1949 a Bischofshofen e successivamente decano capitolare a Tamsweg.
Nel 1952 venne nominato canonico della cattedrale di Salisburgo, rimanendo in tale posizione sino al 1963 quando venne prescelto per il ruolo di vescovo ausiliare della diocesi e vescovo titolare di Selja. Distintosi tra i principali organizzatori del sinodo diocesano del 1967, nel 1969 divenne vicario episcopale per merito dell'arcivescovo di Salisburgo. Il 9 ottobre 1969, alla morte del suo predecessore, venne eletto dal capitolo della cattedrale quale arcivescovo di Salisburgo. Si dedicò fin da principio con grande successo al concilio ecumenico per rinsaldare l'integrazione tra i popoli, costruendo ponti intellettuali tra le diverse generazioni e tra i sacerdoti del mondo cristiano.
Morì improvvisamente il 17 luglio 1972, nel palazzo arcivescovile di Salisburgo. Venne successivamente sepolto nella cripta della cattedrale salisburghese.

## Genealogia episcopale e successione apostolica
La genealogia episcopale è:
- Cardinale Scipione Rebiba
- Cardinale Giulio Antonio Santori
- Cardinale Girolamo Bernerio, O.P.
- Arcivescovo Galeazzo Sanvitale
- Cardinale Ludovico Ludovisi
- Cardinale Luigi Caetani
- Cardinale Ulderico Carpegna
- Cardinale Paluzzo Paluzzi Altieri degli Albertoni
- Papa Benedetto XIII
- Papa Benedetto XIV
- Papa Clemente XIII
- Cardinale Giovanni Battista Caprara Montecuccoli
- Vescovo Dionys von Rost
- Vescovo Karl Franz von Lodron
- Vescovo Bernhard Galura
- Vescovo Giovanni Nepomuceno de Tschiderer
- Cardinale Friedrich Johann Joseph Cölestin von Schwarzenberg
- Cardinale Maximilian Joseph von Tarnóczy
- Cardinale Johann Evangelist Haller
- Cardinale Johannes Baptist Katschthaler
- Arcivescovo Balthasar Kaltner
- Arcivescovo Adam Hefter
- Arcivescovo Andreas Rohracher
- Arcivescovo Eduard Macheiner

La successione apostolica è:
- Vescovo Federico Bonifacio Madersbacher Gasteiger, O.F.M. (1970)
- Vescovo Jakob Mayr (1971)